# 프리다 지아니니
프리다 지아니니(Frida Giannini, 1972년 ~ )는 이탈리아의 패션 디자이너이다. 2006년부터 2014년까지 구찌의 크리에이티브 디렉터였다.